# Wapen van Liedekerke

Het huidige wapen van Liedekerke (sinds 1951).

Het Wapen van Liedekerke is het heraldisch wapen van de Vlaams-Brabantse gemeente Liedekerke. Het wapen werd op 15 oktober 1951 toegekend, vervolgens werd dit wapen herbevestigd op 21 juni 1994.

## Geschiedenis
Het wapen is gebaseerd op dat van de vroegste heren van Liedekerke (De Liedekerke) uit de 12e eeuw. Hoewel deze in 1190 Liedekerke moesten overlaten aan andere families, namen alle daaropvolgende heren van Liedekerke dit wapen over. we vinden dit wapen ook terug op het oudst bekende zegel van de schepenbank van Liedekerke uit 1326. In 1994 werd de blazoenering van het gemeentewapen herbevestigd zonder deze wezenlijk te veranderen.

## Blazoen
Het wapen heeft de volgende blazoenering:
In keel drie leeuwen van goud, geklauwd en getongd van lazuur.

## Afbeelding

Wapen van Sohier van Lidekerck (Wapenboek Beyeren voor 1405)

## Verwante wapens

Wapen van Chièvres.
Wapen van Denderleeuw.
Wapen van Gavere.
Wapen van Jurbeke.
Wapen van Lens.